# Givan Werkhoven
Givan Werkhoven (Apeldoorn, 27 september 1997) is een Nederlands voetballer die als spits bij Excelsior '31 speelt.

## Carrière
Givan Werkhoven speelde in de jeugd van AGOVV Apeldoorn, Go Ahead Eagles, Koninklijke UD, SV Schalkhaar en weer Go Ahead Eagles. Hij zat in het seizoen 2016/17 enkele wedstrijden op de bank voor Go Ahead Eagles, maar debuteerde pas toen het team al gedegradeerd was naar de Eerste divisie. Dit was in de met 1-3 verloren thuiswedstrijd tegen Sparta Rotterdam, waar hij in de 66e minuut inviel voor Sander Duits. Werkhoven maakte zijn eerste doelpunt in het betaalde voetbal op vrijdag 6 oktober 2017 in de wedstrijd FC Oss – Go Ahead Eagles (1-6). Hij scoorde het vierde doelpunt voor Go Ahead Eagles. In de tweede seizoenshelft werd Werkhoven steeds vaker opgesteld. Na afloop van het seizoen 2017/18 verlengde Werkhoven zijn contract bij Go Ahead Eagles tot 2020, met de optie voor nog een jaar. Op 6 mei 2019 werd zijn contract ontbonden. Op 19 juni 2019 tekende hij een contract voor één seizoen bij Helmond Sport. Sinds 2020 speelt hij voor Excelsior '31.

### Statistieken
| Seizoen                         | Club            | Land           | Competitie         | Competitie | Competitie | Beker | Beker | Totaal | Totaal |
| Seizoen                         | Club            | Land           | Competitie         | Wed.       | Dlp.       | Wed.  | Dlp.  | Wed.   | Dlp.   |
| ------------------------------- | --------------- | -------------- | ------------------ | ---------- | ---------- | ----- | ----- | ------ | ------ |
| 2016/17                         | Go Ahead Eagles | Nederland      | Eredivsie          | 1          | 0          | 0     | 0     | 1      | 0      |
| 2017/18                         | Go Ahead Eagles | Nederland      | Eerste Divisie     | 29         | 4          | 1     | 0     | 30     | 4      |
| 2018/19                         | Go Ahead Eagles | Nederland      | Eerste Divisie     | 9          | 1          | 0     | 0     | 9      | 1      |
| 2019/20                         | Helmond Sport   | Nederland      | Eerste Divisie     | 23         | 2          | 1     | 0     | 24     | 2      |
| 2020/21                         | Excelsior '31   | Nederland      | Derde divisie Zat. | 2          | 1          | 0     | 0     | 2      | 1      |
| Carrièretotaal                  | Carrièretotaal  | Carrièretotaal | Carrièretotaal     | 64         | 8          | 2     | 0     | 66     | 8      |
| Bijgewerkt t/m 18 november 2020 |                 |                |                    |            |            |       |       |        |        |